# Episodi di Dr. House - Medical Division (seconda stagione)
La seconda stagione della serie televisiva Dr. House - Medical Division, composta da ventiquattro episodi, è stata trasmessa negli Stati Uniti dal 13 settembre 2005 al 23 maggio 2006 sul canale Fox.
In Italia la seconda stagione è andata in onda in prima visione assoluta dal 3 settembre al 22 novembre 2006 su Italia 1.
| nº | Titolo originale       | Titolo italiano             | Prima TV USA      | Prima TV Italia   |
| -- | ---------------------- | --------------------------- | ----------------- | ----------------- |
| 1  | Acceptance             | Accettazione                | 13 settembre 2005 | 3 settembre 2006  |
| 2  | Autopsy                | Il coraggio di morire       | 20 settembre 2005 | 3 settembre 2006  |
| 3  | Humpty Dumpty          | Sensi di colpa              | 27 settembre 2005 | 10 settembre 2006 |
| 4  | TB or Not TB           | Conflitto di competenze     | 1º novembre 2005  | 10 settembre 2006 |
| 5  | Daddy's Boy            | Padri e figli               | 8 novembre 2005   | 17 settembre 2006 |
| 6  | Spin                   | Vortice                     | 15 novembre 2005  | 17 settembre 2006 |
| 7  | Hunting                | Caccia al topo              | 22 novembre 2005  | 27 settembre 2006 |
| 8  | The Mistake            | Sotto accusa                | 29 novembre 2005  | 27 settembre 2006 |
| 9  | Deception              | L'anarchia di House         | 13 dicembre 2005  | 4 ottobre 2006    |
| 10 | Failure to Communicate | Impossibilità di comunicare | 10 gennaio 2006   | 4 ottobre 2006    |
| 11 | Need to Know           | È meglio sapere             | 7 febbraio 2006   | 11 ottobre 2006   |
| 12 | Distractions           | Tutto torna                 | 14 febbraio 2006  | 11 ottobre 2006   |
| 13 | Skin Deep              | Sotto la pelle              | 20 febbraio 2006  | 18 ottobre 2006   |
| 14 | Sex Kills              | Sesso assassino             | 7 marzo 2006      | 18 ottobre 2006   |
| 15 | Clueless               | Senza traccia               | 28 marzo 2006     | 25 ottobre 2006   |
| 16 | Safe                   | Al sicuro                   | 4 aprile 2006     | 25 ottobre 2006   |
| 17 | All In                 | Tutto per tutto             | 11 aprile 2006    | 1º novembre 2006  |
| 18 | Sleeping Dogs Lie      | Un cane è "per sempre"      | 18 aprile 2006    | 1º novembre 2006  |
| 19 | House vs. God          | House e Dio                 | 25 aprile 2006    | 8 novembre 2006   |
| 20 | Euphoria, Part 1       | Euforia - Parte I           | 2 maggio 2006     | 8 novembre 2006   |
| 21 | Euphoria, Part 2       | Euforia - Parte II          | 3 maggio 2006     | 15 novembre 2006  |
| 22 | Forever                | La forza è dentro di noi    | 9 maggio 2006     | 15 novembre 2006  |
| 23 | Who's Your Daddy?      | Chi è tuo padre?            | 16 maggio 2006    | 22 novembre 2006  |
| 24 | No Reason              | Mr. Jekyll e Dr. House      | 23 maggio 2006    | 22 novembre 2006  |

## Accettazione
- Titolo originale: Acceptance
- Diretto da: Dan Attias
- Scritto da: Russel Friend e Garrett Lerner

### Trama
Clarance è un detenuto in attesa della pena capitale; durante l'ora di ginnastica, inizia ad avere delle allucinazioni che risultano essere causate da una grave insufficienza cardiaca. Cuddy non vuole assegnare il caso ad House, ma questi non si arrende: si reca di nascosto in prigione e riesce a portare il detenuto in ospedale. Chase viene inviato in carcere per analizzare l'ambiente dove viveva il paziente e qui trova molti toner per stampanti, che l'uomo probabilmente ha ingerito. Cameron continua a proporre ad House il caso di una sua paziente, nella speranza che il medico faccia una diagnosi differente da quella più probabile, ovvero il cancro. Purtroppo un'analisi rivela che la paziente è in fase terminale. House continua a evitare Stacy, mentre Cameron dovrà affrontare il problema di dare brutte notizie ai pazienti. House fa bere a Clarence del liquore, per eliminare il metanolo che il detenuto ha assunto ingerendo l'inchiostro. Tentando il suicidio, l'uomo riteneva di poter scegliere almeno quando morire. Clarence però non migliora, e House continua a cercare la causa del problema: interrogando il paziente, scopre che ha ucciso una persona senza apparente motivo e questo gli fa pensare a un feocromocitoma, un tumore che secerne adrenalina, probabile causa dei suoi raptus omicidi. Clarence quindi è riportato in carcere. Foreman, in privato, comunica ad House che intende parlare a favore del detenuto in tribunale, poiché ritiene che quegli omicidi non sarebbero avvenuti se Clarence non fosse stato malato, mentre House - che comunque nulla ha da obiettare alla decisione del collega - puntualizza che al mondo ci sono diverse persone che sono affette dallo stesso tumore senza aver mai ucciso nessuno.
- Guest star: LL Cool J (Clarence), Christie Lynn Smith (Cindy Kramer), Sela Ward (Stacy Warner)
- Diagnosi finale: feocromocitoma.
- Ascolti Italia: telespettatori 2.910.000 - share 14,94%[1]

## Il coraggio di morire
- Titolo originale: Autopsy
- Diretto da: Deran Sarafian
- Scritto da: Lawrence Kaplow

### Trama
Andie è una paziente di Wilson di nove anni, con un cancro al cervello; viene portata in ospedale in seguito a delle allucinazioni che la colpiscono improvvisamente. Nonostante il nervosismo per l'influenza che lo ha colpito, House accetta il caso in seguito alle preghiere di Wilson, che vuole regalare alla bambina un anno di vita; inoltre il cancro è in fase di remissione e House non trova connessione fra le allucinazioni e il tumore. Le prime diagnosi ipotizzano un'infezione, che però non viene trovata. Controllando l'elettrocardiogramma della bambina, House rileva un'anomalia, che fa pensare a un tumore in prossimità del cuore. Andie è ormai abituata agli esami ai quali viene sottoposta per controllare il cancro. Durante uno di essi, dice a Chase di non essere mai stata baciata e lo prega di farlo. Il dottore, intenerito, accetta, ma viene in seguito scoperto da House e si espone alle varie reazioni dei colleghi: Cameron è sconvolta, Foreman è molto stupito e il capo si rivela molto divertito. Il coraggio della bambina, che non si dispera e tenta di consolare la madre, illumina House, facendogli pensare a un embolo nel cervello. Per trovarlo, il medico vuole portare la bambina in ipotermia e aspirarle il sangue per poi reiniettarlo in circolo; durante l'intervento, molto rischioso, Foreman trova l'embolo, che verrà rimosso nell'intervento successivo. Asportato l'embolo, si scoprirà che non era il responsabile del coraggio della bambina. Era così per sua natura.
- Guest star: Sasha Pieterse (Andie), Jewel Christian (Pam), Randall Park (Brad)
- Diagnosi finale: cancro al cuore, embolo al cervello
- Ascolti Italia: telespettatori 3.663.000 - share 18,90%[1]

## Sensi di colpa
- Titolo originale: Humpty Dumpty
- Diretto da: Dan Attias
- Scritto da: Matt Witten

### Trama
Il paziente che House deve curare è un ragazzo sudamericano, Alfredo, che per racimolare soldi per la sua famiglia fa qualche lavoretto a casa della dottoressa Cuddy: è proprio qui che Alfredo cade dal tetto, dopo che la donna gli ha negato il permesso di tornare a casa, non prendendo in considerazione il fatto che il ragazzo non si sentisse bene. Egli viene così ricoverato al Princeton. House deve fare i conti non solo con la difficile diagnosi, ma anche con i sensi di colpa di Cuddy, la quale è convinta che i sintomi di Alfredo dipendano dalla caduta. Inizialmente tutti pensano a una coagulazione intravasale disseminata, che sta portando alla gangrena la mano di Alfredo; poi, dopo un'incursione a casa Cuddy, la diagnosi si sposta verso una polmonite fungina. Entrambe queste diagnosi sono sbagliate, e le condizioni del ragazzo continuano a peggiorare, anche a causa delle terapie anch'esse errate ordinate da Cuddy. La questione si risolve quando House riesce a convincerla che è troppo coinvolta per poter fare un'analisi obiettiva del caso e intuisce che la vera causa della gangrena è un'endocardite, a sua volta dovuta alla psittacosi, cioè una malattia trasmessa dai polli, con cui Alfredo è entrato in contatto lavorando in un magazzino in cui si praticano combattimenti clandestini tra questi animali. Purtroppo ormai è tardi e il paziente deve subire l'amputazione della mano destra, cosa che gli costerà il lavoro. Alla fine Alfredo fa causa all'ospedale e Cuddy decide di patteggiare, consentendo al ragazzo di ottenere un risarcimento che userà, da quello che si capisce, per permettere a suo fratello minore di frequentare il college. House consola Cuddy, facendole capire che gli errori che l'hanno portata a rovinare la vita di Alfredo sono stati causati dal suo bisogno disperato di rendere il mondo un posto più giusto, e se è vero che questo da un lato la rende un pessimo medico, dall'altro la rende un ottimo capo.
- Guest star: Sela Ward (Stacy Warner), Ignacio Serricchio (Alfredo), Christine Avila (Luisa), J.R. Villarreal (Manny).
- Diagnosi finale: psittacosi.
- Riferimenti: Il titolo inglese Humpty Dumpty è un modo familiare di chiamare l'uovo che, una volta rotto, non si ripara più, allusione alla situazione del paziente.
- Ascolti Italia: telespettatori 2.751.000 - share 13,17%[2]

## Conflitto di competenze
- Titolo originale: TB or Not TB
- Diretto da: Peter O'Fallon
- Scritto da: David Foster

### Trama
Il dottor Sebastian Charles, noto medico a capo di un'organizzazione che raccoglie fondi e medicine per combattere la tubercolosi tra i poveri in Africa, durante un colloquio con i dirigenti di una ditta farmaceutica, ha un collasso e viene trasferito al Princeton Plainsboro Teaching Hospital. Comincia così una sorta di sfida tra Charles e House: il primo è convinto che sia tubercolosi, ma House esclude categoricamente che il medico abbia solo questa patologia; House, inoltre, disprezza il paziente, poiché convinto che faccia volontariato solo per essere al centro dell'attenzione. Cameron conosce il paziente e viene colpita dal suo altruismo; egli la invita a cena. Poco dopo, Sebastian vomita e sviene. I medici effettuano un test cutaneo, che risulta positivo per la tubercolosi: House, che si aspettava questo risultato, decide di curare Sebastian per la malattia, per escludere i sintomi causati da questa e poter fare la diagnosi corretta. Il dottore, però, si rifiuta di prendere gli antibiotici e decide di spettacolarizzare questa scelta, al fine di smuovere le coscienze delle case farmaceutiche. House è molto contrariato, anche perché trova che il paziente, con questa scelta, cerchi solo di mettersi in evidenza. Durante una conferenza stampa in diretta televisiva, Charles ha un collasso e House convince tutti che non si tratta di tubercolosi; inoltre riesce a convincere il paziente a prendere i farmaci, formulando in seguito la diagnosi corretta. Sebastian chiede a Cameron di seguirlo in Africa, ma la dottoressa rifiuta, essendo contenta di lavorare con House. La sfida tra i due termina con una vittoria per House che, oltre a diagnosticare la vera causa del problema, cioè un tumore al pancreas, smaschera il protagonismo di Charles e riconquista il cuore di Cameron.
La paziente ambulatoriale è una donna che soffre di sinusite e congestione nasale. Dai graffi sulle mani, House intuisce che la donna abbia un gatto in casa, cosa che lei conferma, avendo ereditato il gatto di sua madre, quindi il diagnosta, capendo che la donna ne è allergica, le prescrive dell'antistaminico, ma a lei non piace il dover ingoiare pillole. House, allora, le prescrive un inalatore, ma di nuovo, la paziente obietta, non volendo assumere steroidi quindi lui, esasperato, propone un sacco con cui affogare la bestia.
- Guest star: Ron Livingston (Sebastian Charles), Andrea Bendewald (Cecilia Carter).
- Diagnosi finale: nesidioblastoma e tubercolosi.
- Riferimenti: Il titolo inglese TB or not TB è gioco di parole fra la famosa frase di William Shakespeare e la sigla della tubercolosi, malattia infettiva da cui è affetto il paziente.
- Ascolti Italia: telespettatori 3.475.000 - share 16,86%[2]

## Padri e figli
- Titolo originale: Daddy's Boy
- Diretto da: Greg Yaitanes
- Scritto da: Thomas L. Moran

### Trama
Carnell è un neolaureato con strani sintomi nervosi e un inspiegabile calo dei globuli bianchi. Il padre di Carnell ha mentito al figlio in merito alla morte della madre per il suo bene, dicendogli che era morta in un incidente causato da un ubriaco: lo scopo del genitore è, infatti, indurre il giovane a non consumare sostanze alcoliche. Anche Carnell ha tradito la fiducia del padre, non rivelandogli di essere stato in Giamaica con gli amici: viene scoperto da House, che inizialmente pensa, sbagliando, alla marijuana o a dei pesticidi. Cameron va a visitare un compagno di classe del paziente che ha uno sfogo all'inguine; poco dopo, anch'egli viene portato al Princeton Plainsboro Teaching Hospital, in quanto vomita abbondantemente sangue.
Nel frattempo, House viene a scoprire che i suoi genitori verranno a fargli visita, cosa che gli causa noia e dispiacere, dato che non sopporta suo padre, ed è persino disposto ad aumentare i propri turni in ambulatorio pur di evitare la cena insieme (organizzata di nascosto da Wilson).
Carnell scopre di avere un tumore e il sistema immunitario completamente debilitato, che non gli lascia molti giorni di vita: la causa risale a un piombino che il padre aveva trovato nel proprio deposito di ferri vecchi e che gli aveva regalato come portafortuna, non sapendo come l'oggetto fosse altamente radioattivo; l'amico, che aveva tenuto anche lui lo zaino su cui il portafortuna era legato, e il padre vengono sottoposti a una cura. Il ragazzo ha assunto una dose talmente elevata da non avere molte speranze. Il padre ed il figlio si riappacificano, ma anche se Carnell chiede al padre di non mentirgli, quest'ultimo gli giura che ce la farà, per non perdere la speranza.
House intanto fa di tutto per evitare la cena con i genitori, ma si ritrova a dover cedere; alla fine dell'episodio si scopre che la madre, Blythe, "fiuta" tutte le bugie del figlio e House ha problemi col padre, che per lui è troppo sincero, cosa che trova un pessimo difetto per un genitore. 
- Guest star: Clifton Powell (Ken Hall), Vicellous Reon Shannon (Carnell Hall), Diane Baker (Blythe House), R. Lee Ermey (John House), Wil Horneff (Taddy), Matt McKenzie (dott. Fedler).
- Diagnosi finale: tumore spinale secondario all'immunodepressione a sua volta causata da avvelenamento da radiazioni.
- Ascolti Italia: telespettatori 3.986.000 - share 16,29%[3]

## Vortice
- Titolo originale: Spin
- Diretto da: Fred Gerber
- Scritto da: Sara Hess

### Trama
Jeff Forster, un famoso ciclista che ambisce a gareggiare nel Tour de France, viene affidato alle cure di House dopo essere collassato per arresto respiratorio durante una gara. È sorprendentemente sincero riguardo ai farmaci e alle tecniche illegali di cui si serve per vincere, ma la sua malattia non è causata da uno di questi. House è convinto che l'uomo non sia sincero fino in fondo, mentre Cameron non vede di buon occhio il paziente, ritenendo la sua fama un grande imbroglio, in quanto basata sul doping.
House provoca Stacy, mettendola in una situazione difficile, principalmente a causa del suo nuovo marito, Mark Warner, che è in terapia al Princeton.
Nel corso della diagnosi differenziale, la squadra di House prende in considerazione la possibilità di un embolo gassoso. Quando questo embolo viene trovato con lo xeno (133Xe) viene rimosso, senza tuttavia curare i sintomi, ai quali si aggiunge una debolezza muscolare generale. Vengono prese in considerazione l'encefalite, danni ai nervi e una sindrome paraneoplastica dovuta a un tumore osseo, ma nessuna di queste ipotesi viene confermata. Allora House si convince che la manager di Jeff l'abbia dopato con l'eritropoietina, fatto che spiegherebbe tutti i sintomi. Tuttavia, la risposta al prednisone è la maggiore perdita di sangue, cosa che richiede una trasfusione. House ordina di fare una TAC al collo, convinto di trovare un timoma (escludendo il torace che era già stato controllato in precedenza). Il timoma viene infatti trovato (indicato come la causa dell'aplasia eritroide pura cronica e della miastenia gravis). La squadra capisce che i trattamenti illegali di Jeff avevano inconsapevolmente tenuto sotto controllo l'aplasia e, ora che la diagnosi è stata trovata, Jeff può continuare le sue trasfusioni di sangue senza rischiare alcuna penalità, in quanto è la cura prescrittagli.
- Guest star: Sela Ward (Stacy Warner), Currie Graham (Mark Warner), Kristoffer Polaha (Jeff).
- Diagnosi finale: aplasia delle cellule della serie rossa, timoma e miastenia gravis.
- Ascolti Italia: telespettatori 4.774.000 - share 19,73%[3]

## Caccia al topo
- Titolo originale: Hunting
- Diretto da: Gloria Muzio
- Scritto da: Liz Friedman

### Trama
Kalvin, un ragazzo omosessuale malato di AIDS, perseguita House perché lo curi e, dopo essere collassato in uno "scontro" con il grande diagnosta, viene ricoverato al Princeton Plainsboro Teaching Hospital. Egli, pur di farsi curare, accusa il medico di averlo aggredito, e per questo Cuddy ordina al medico di parlare del caso con Stacy. Iniziano a nascere le prime ipotesi: prima si pensa esclusivamente a sintomi legati all'HIV, ma in seguito Chase ipotizza che la causa possa essere una berilliosi acuta dovuta all'esposizione prolungata a vecchi bulbi presenti nell'appartamento di Kalvin.
Intanto House si reca a casa di Stacy, con cui parla del loro precedente rapporto e con cui passa dei momenti di intimità, allontanando l'avvocatessa da suo marito, Mark.
Cameron, dopo essere stata con Chase a casa del paziente, viene da questo colpita con del sangue tossitole in faccia: temendo un contagio, per risollevarsi dalla paura assume la droga prelevata a Kelvin e, in preda agli effetti della sostanza, ha un rapporto sessuale con Chase.
House aiuta Stacy a cacciare un topo dalla soffitta e, in seguito alla sua cattura, lo chiama "Steve McQueen" (come il famoso attore). Dopo avere appurato che l'animale sta male, lo cura.
House scopre che il paziente e il padre hanno avuto un forte litigio, e così li fa incontrare per avere possibili chiarimenti: scopre in tal modo che la madre del ragazzo aveva problemi renali, da cui poteva essere salvata con un trapianto di organi presi dal figlio, che però era malato di AIDS: per questo il padre incolpa il paziente di avere ucciso sua madre. Si arriva poi a una diagnosi certa: cisti parassitaria che era presente anche nel padre del ragazzo e che era stata contratta nelle numerose uscite di caccia dei due; alla fine i due sembrano avviarsi verso una riappacificazione.
- Curiosità: Hugh Laurie, l'attore che impersona House, è un grande fan di Steve McQueen
- Guest star: Sela Ward (Stacy Warner), Currie Graham (Mark Warner), Matthew John Armstrong (Kalvin), Wings Hauser (Michael).
- Diagnosi finale: echinococcosi.
- Ascolti Italia: telespettatori 4.111.000 - share 14,66%[4]

## Sotto accusa
- Titolo originale: The Mistake
- Diretto da: David Semel
- Scritto da: Peter Blake

### Trama
Stacy chiama Chase e House per aiutarli, poiché sono impegnati in un'udienza disciplinare, e vuole aiutare Chase a uscirne indenne. Il paziente di questo episodio è Kayla, giovane madre di due gemelline, che ha un collasso proprio alla recita delle figlie. Il caso, in realtà avvenuto mesi prima e finito tragicamente, è ora rimesso alle valutazioni del tribunale, perché sia Chase sia House sono chiamati a giudizio e Stacy vuole sapere come si sono svolti realmente i fatti. La paziente era stata portata al Princeton Plainsboro Teaching Hospital per un fortissimo dolore allo stomaco. Durante un esame neurologico, Foreman nota un'infiammazione dell'iride. Le diagnosi sono orientate verso una malattia venerea, per cui Kayla viene sottoposta a un esame pelvico, in seguito al quale si scopre che ha un'ulcera; dopo averle raccomandato alcuni farmaci, House la dimette. Il giorno dopo torna in ospedale, dove viene visitata sbrigativamente da Chase il quale, in evidente stato confusionale, dimentica di porre alla donna le importanti domande che un medico dovrebbe fare: così, le condizioni della donna peggiorano fino a quando, a causa di numerose ulcere perforanti, il fegato diviene quasi del tutto inesistente. La paziente necessita di un trapianto imminente e House ricatta un chirurgo dell'ospedale affinché esegua il trapianto di fegato; il donatore è il fratello Sam. Dopo due mesi, Kayla si ripresenta al Princeton-Plainsboro Teaching Hospital e dopo poco sta male. Il neurologo crede che si tratti di una crisi di rigetto; poco dopo arriva il fratello, che confessa di avere l'epatite C e di aver corrotto un esaminatore per occultarlo: Sam, con il trapianto, ha trasmesso alla sorella l'epatite con il carcinoma epatocellulare. L'uomo, che non si rassegna, reperisce un fegato al mercato nero e vuole mandare Kayla in Messico per un trapianto, che però non ha molte probabilità di riuscita, per cui la donna rifiuta. Si scopre che Chase ha visitato sbrigativamente la paziente perché era sconvolto dalla notizia della morte del padre: considerando ciò, viene solo sospeso per una settimana e riceve una nota di biasimo; il giudice condanna House a un periodo di tempo passato sotto la supervisione e alle dipendenze di Foreman.
- Guest star: Sela Ward (Stacy Warner), Allison Smith (Kayla McGinley), Ryan Hurst (Sam).
- Diagnosi finale: epatite C, tumore del fegato
- Ascolti Italia: telespettatori 3.934.000 - share 15,67%[4]

## L'anarchia di House
- Titolo originale: Deception
- Diretto da: Deran Sarafian
- Scritto da: Michael R. Perry

### Trama
In un pub dove si scommette sui cavalli, Anica ha una crisi epilettica e House, anch'egli presente nel locale, la manda al Princeton-Plainsboro Teaching Hospital. La prima ipotesi è che sia una prostituta alcolizzata, ma House è convinto che si tratti della malattia di Cushing, anche perché la paziente l'aveva contratta un anno prima.
Mentre Cameron si lamenta di non essere stata scelta come capo dalla Cuddy, House si diverte a fare tiri mancini a Foreman, per convincerlo a lasciare il posto. Intanto ad Anica viene diagnosticata una massa maligna nel pancreas, che starebbe a confermare la tesi di House, ma la biopsia smentisce tutto: il tumore è benigno. Cameron avanza l'ipotesi che la paziente abbia la sindrome di Münchhausen e House, che non ne è convinto, si deve ricredere dopo che la dottoressa riesce a dimostrarlo, mettendo un flacone di pillole sul comodino della camera: Anica, infatti, scambiandole per medicine, le ingoia per provocarsi nuovi sintomi, ma si scopre che si trattava semplicemente di coloranti.
Cuddy offre una promozione a Foreman poiché il reparto non è mai andato così bene, ma il neurologo è indeciso.
La paziente viene dimessa per non assecondare la sua sindrome, ma House è convinto che abbia anche una forma di anemia, l'anemia aplastica, e per dimostrarlo le inietta (dopo averle chiesto il consenso) un cocktail che provoca gli effetti di tale malattia. La paziente viene riportata in ospedale, dove viene sottoposta a radiazioni con lo scopo di poter eseguire un trapianto di midollo osseo. A questo punto, House ha un'illuminazione e capisce che la paziente ha un batterio che ha reagito male ai lividi che lei stessa si era procurata, causando il Cushing; il team di House capisce che è stato lui a iniettare alla paziente il cocktail di medicine e Cuddy ne viene informata.
- Guest star: Cynthia Nixon (Anica).
- Diagnosi finale: sindrome di Munchausen, infezione da Clostridium perfringens.
- Ascolti Italia: telespettatori 3.972.000 – share 14,65%[5]
- Nota: Nell'adattamento italiano, è stato erroneamente confuso il midollo osseo col midollo spinale, tessuto quest'ultimo che non ha nulla a che fare con i linfociti. Solo il midollo osseo si può trapiantare. Questo errore è stato successivamente corretto nei DVD.

## Impossibilità di comunicare
- Titolo originale: Failure to Communicate
- Diretto da: Jace Alexander
- Scritto da: Doris Egan

### Trama
Il giornalista Fletcher Stone sviene battendo violentemente la testa su una scrivania mentre fa il discorso di addio per il pensionamento del suo capo. Si riprende qualche istante dopo, ma è diventato afasico e disgrafico, sebbene egli pensi di parlare e scrivere normalmente.
House è a Baltimora con Stacy per spiegare le proprie parcelle mediche all'ufficiale di revisione. Stacy riesce a fare ricorso alla buon'anima del funzionario. House offre a Stacy una cena, ma la donna ha scelto il volo successivo rispetto a quello di House e declina la proposta. La neve ritarda il volo di House e Stacy torna in aeroporto. House nota che la donna non porta il crocifisso al collo (la collana di sua madre, lei non è credente ma la porta perché Mark lo è), e sospetta che sia successo qualcosa tra lei e il marito. Stacy rivela di aver litigato con Mark per futili motivi e di pensare che lui la voglia buttare fuori dalla propria vita. In seguito viene annunciata la cancellazione di tutti i voli causa maltempo. Stacy rivela di aver prenotato una camera nell'hotel dell'aeroporto e invita House a seguirla.
Nel frattempo al Plainsboro il test mostra l'uso di anfetamine, sebbene Fletcher avesse sostenuto di non farne uso. House consiglia trattamenti via telefono e ordina alla squadra di ottenere un'anamnesi familiare, nonostante Fletcher possa rispondere solo "sì" e "no". Fletcher assume le anfetamine per dormire, fatto che non vuole rivelare alla moglie. Chase e Foreman trovano pillole dietetiche nell'ufficio del paziente, dunque perquisiscono anche la casa per avere maggiori informazioni. Rinvengono un progetto fai-da-te incompleto, ma nessun altro farmaco.
Nella camera d'albergo, Stacy e House iniziano a baciarsi, ma sono interrotti dallo squillo del telefono. La squadra prova a decodificare le affermazioni di Fletcher con House al telefono, appuntandosi ciò che il diagnosta dice. Cameron conclude che sia la presenza della moglie Elizabeth a rendere Fletcher riluttante a rispondere onestamente. House capisce la malattia del paziente quando quest'ultimo inizia a parlare di un orso: Fletcher è bipolare e usa le pillole per il sonno di notte e le anfetamine di giorno. La guardia di sicurezza aeroportuale fa pressione ad House per fargli prendere il volo, ma il medico continua a parlare al telefono. Conclude che Fletcher aveva coperto la sua malattia mentre era giornalista, ma che provò a cambiare per sua moglie, subendo un intervento chirurgico e infettandosi con la malaria cerebrale. Mentre House formula la sua diagnosi, Elizabeth sente la notizia e, infelice per il segreto di Fletcher, se ne va. House raccomanda di fare il test sanguigno al microscopio e non al computer per confermare la diagnosi. House parla a Stacy quando sale sull'aereo e dice di sperare nel suo aiuto per togliere il suo nome dalla lista dei passeggeri non graditi (ha infastidito la guardia dell'aeroporto usando il muro come lavagna e quindi dovrà tornare in autobus a Princeton).
- Guest star: Sela Ward (Stacy Warner), Michael O'Keefe (Fletch), Erica Gimpel (Elizabeth), Mimi Kennedy (Greta).
- Diagnosi finale: malaria cerebrale.
- Ascolti Italia: telespettatori 4.249.000 - share 17,01%[5]

## È meglio sapere
- Titolo originale: Need to Know
- Diretto da: David Semel
- Scritto da: Pamela Davis

### Trama
Margo, una giovane donna in cura presso una clinica per la fertilità, viene portata al Princeton dopo un curioso incidente automobilistico: ha sfondato il garage di casa sua con la macchina per via di spasmi involontari al braccio. Giudicati i sintomi, House e il suo team si convincono che abbia contratto la malattia di Huntington, ma quando Margo cade in paranoia tutti cambiano idea.
Nel frattempo, House e Stacy tornano da Baltimora e si confidano con Wilson, che si preoccupa per una possibile ricaduta depressiva di House dovuta ai suoi sentimenti per Stacy. Cameron non vuole ritirare gli esami per l'AIDS, così House prende l'iniziativa: ingannandola (le dice di amarla e lei rimane a bocca aperta), le prende un po' di saliva e fa il test per conto suo, che risulterà negativo.
Si scopre che la paziente fa uso di medicine prescritte alla figlia; in seguito, la donna ha un ictus e un'emorragia proveniente dal fegato, che presenta una massa: House vorrebbe fare una biopsia, ma ciò non è possibile, in quanto Margo è vascolarizzata. Il geniale diagnosta, in seguito, intuisce che la paziente in realtà non vuole avere un altro figlio e, oltre alle cure per la fertilità, prende delle pillole anticoncezionali: la diagnosi viene accertata, ma ciò non viene comunicato al marito.
Mark ormai è sulla via della guarigione, quindi Stacy decide di lasciare l'ospedale, ma House cerca di convincerla che l'unico amore della sua vita è lui. Stacy si convince e i due finiscono a letto. Ma Mark a sorpresa si presenta da House per un confronto, durante il quale, per fermare il diagnosta, allunga la riabilitazione di vari mesi facendosi male sulle scale: il medico capisce di non poter più stare con Stacy e rinuncia a una possibile relazione dicendole che lui la renderà infelice, nonostante lei gli annunci di voler lasciare Mark. Infine Wilson rimprovera ad House la sua scelta di lasciare Stacy, dicendogli che deve smetterla di adagiarsi nella sua condizione di infelicità, mentre Mark e Stacy lasciano il Plainsboro.
- Guest star: Sela Ward (Stacy Warner), Currie Graham (Mark Warner), Julie Warner (Margo), Edward Kerr (Ted), Elle Fanning (Stella).
- Diagnosi finale: adenoma epatocellulare.
- Riferimenti: Il titolo ha un doppio senso, in quanto si riferisce sia alla situazione di Cameron che a quella della paziente.
- Ascolti Italia: telespettatori 4.026.000 - share 13,91%[6]

## Tutto torna
- Titolo originale: Distractions
- Diretto da: Dan Attias
- Scritto da: Lawrence Kaplow

### Trama
Un ragazzo di nome Adam, andando in quad col padre, sviene e ha un incidente, provocandosi gravi ustioni sul 40% del corpo. Il paziente presenta problemi cardiaci e ha anche un attacco di convulsioni; per via delle ustioni è impossibile fargli un elettroencefalogramma, per cui House decide di usare un galvanometro, strumento molto raro.
House convoca a nome della Cuddy un ex compagno di università, il dottor Philip Weber, per smentire la presunta efficacia di un farmaco da questi inventato, che dovrebbe prevenire l'emicrania. Il fine è quello di vendicarsi del fatto che Weber, ai tempi dell'università, ha riferito al preside che House aveva copiato all'esame di matematica. Dato che non poteva testarlo su nessun altro, House lo prova su sé stesso, provocandosi un grave mal di testa, per poi assumere il farmaco.
Intanto il team effettua vari esami sul giovane paziente utilizzando strumentazioni particolari, dato che gli esami normali non sono eseguibili. Il ragazzo ha anche un orgasmo provocato dal troppo dolore e i test si rivelano inutili; per pulire le ferite vengono usate delle larve di mosca, come faceva il medico di Napoleone. I medici pensano a un'infezione, alla sclerosi multipla o a tumori.
House, dopo aver preso LSD più antidepressivi per farsi passare l'emicrania, si è ripreso e sveglia il ragazzo, provocandogli immani dolori, per interrogarlo: Adam si era urinato addosso prima dell'incidente. House scopre quindi un nuovo sintomo. Lo vuole interrogare un'altra volta per avere nuove informazioni, ma si arresta: vedendo una bruciatura di sigaretta sul polso del ragazzo, capisce che stava cercando di smettere di fumare con scadenti farmaci comprati su internet, all'insaputa dei genitori, a cui di solito riferiva tutto. Assumendo troppi antidepressivi si è provocato la sindrome serotoninergica.
Il diagnosta denuncia infine il farmaco del dottor Weber, che viene così reso illegale.
- Guest star: Lisa Darr (Emily), Christopher Cousins (Doug), James Immekus (Adam), Stephanie Venditto (infermiera Brenda), Dan Butler (Philip Weber), Kristen Pate (Paula).
- Diagnosi finale: sindrome da serotonina.
- Ascolti Italia: telespettatori 4.910.000 – share 19,90%[6]

## Sotto la pelle
- Titolo originale: Skin Deep
- Diretto da: Jim Hayman
- Scritto da: Russel Friend, Garrett Lerner e David Shore

### Trama
Ad una sfilata di moda, la modella quindicenne Alexandra Simms sviene improvvisamente: House accetta il caso entusiasta. Dopo alcune analisi, il test tossicologico appare positivo all'eroina; per disintossicare la paziente velocemente, viene utilizzato il coma farmacologico, che agisce efficacemente in sole 24 ore (pur presentando rischi maggiori rispetto alla terapia tradizionale).
House intanto diventa sempre più insopportabile, a causa del dolore alla gamba che aumenta sempre di più. Secondo Wilson il problema è psicologico, dovuto a Stacy, ma House ovviamente non vuole crederci.
Svegliata dal coma, la paziente ha una perdita di memoria a breve termine, cosa che fa pensare a un cancro. Mentre gli assistenti si danno da fare per trovare il cancro, House si fa dare una siringa di morfina da Cuddy. Il diagnosta ipotizza in seguito che si tratti di sindrome post-traumatica, così va da Martin, padre e manager di Alexandra, accusandolo di aver abusato di lei: dopo un interrogatorio al padre, che House rende più pesante per via dello stress da dolore, Martin confessa, ma la sindrome post-traumatica non è la diagnosi corretta. Cameron, scioccata, vuole denunciare il fatto ai servizi sociali e, nonostante House prima voglia risolvere il caso, li avverte, senza però ottenere nulla, in quanto sia il padre che Alex lo negano. Cameron parla con la ragazzina e scopre che è stata lei a far ubriacare suo padre per fargli avere un rapporto sessuale con lei, dicendo che lui era soltanto "l'ultimo della lista", poiché ha già fatto sesso con i professori, i suoi produttori e altri uomini soltanto per avere voti più alti a scuola e avere più successo come modella; allo stesso modo ha spinto il padre ad avere un rapporto con lei solo perché così avrebbe fatto tutto quello che lei avesse voluto, in quanto ricattabile. Cameron è sconcertata nel vedere una quindicenne concedersi di propria iniziativa in cambio di favori.
Nel mentre, House cura un altro paziente che, per via di un alto livello di estrogeni, prova i sintomi di una gravidanza. House così intuisce che la ragazza in realtà è un raro caso di pseudoermafroditismo maschile. In realtà, ella è un individuo geneticamente maschio che, a causa di una mutazione genetica sul cromosoma X, possiede recettori per gli ormoni sessuali maschili non responsivi, ma siccome continua ad essere responsiva a quelli femminili, ha un corpo simile a quello di una donna. Da questo si scopre l'organo col cancro, i testicoli, che a causa della condizione di Alexandra non si sono mai sviluppati, ma comunque ci sono. Il diagnosta rileva la verità ad Alexandra e al padre, che rimangono sconvolti. Alex viene operata con successo, ma House le programma anche una visita psichiatrica, oltre a dedurre che il padre non vorrà mai più fare sesso con lei.
Quando House chiede di nuovo della morfina a Cuddy, la dottoressa gli rivela che la siringa precedente in realtà conteneva solo della soluzione fisiologica e che quindi il suo problema è psicologico, cosa dimostrata dal fatto che House si è sentito meglio solo grazie a un effetto placebo.
- Guest star: Cameron Richardson (Alexandra), Tom Verica (Martin Simms), John Burke (Austin), James DuMont (George).
- Diagnosi finale: cancro ai testicoli, sindrome da resistenza agli androgeni
- Ascolti Italia: telespettatori 4.608.000 - share 16,16%[7]

## Sesso assassino
- Titolo originale: Sex Kills
- Diretto da: David Semel
- Scritto da: Matt Witten

### Trama
L'anziano Henry ha un attacco di epilessia e viene portato al Princeton-Plainsboro Teaching Hospital per degli accertamenti insieme alla figlia, che gli è molto legata. Si scopre che ha un cancro ai testicoli, ma questo non spiega l'epilessia. Si sospetta una malattia venerea, ma l'uomo afferma di non avere rapporti sessuali da quando ha lasciato la moglie per un tradimento di lei; tuttavia, il paziente in seguito ammette di avere fatto sesso con quest'ultima, anche se ha fatto credere alla figlia di non vederla da tempo. Successivamente, l'uomo sputa sangue a causa di un edema polmonare, e si scopre che ha la brucellosi, contratta dopo una degustazione di formaggi: i prodotti caseari sono spesso insaporiti con batteri, che di solito vengono eliminati nello stomaco, ma Henry assumeva degli antiacidi, che hanno permesso ai batteri di penetrare. La malattia gli ha danneggiato il cuore e ora necessita di un trapianto ma, a causa dell'età avanzata, la commissione nega il consenso. L'unico cuore disponibile è quello di una donna in sovrappeso morta da poco per un incidente, causato da un malore alla guida: esso viene giudicato non idoneo dalla commissione, in quanto malato, e il marito non vuole donarlo, per cui House è costretto a sfruttare la figlia di Henry per convincerlo: alla fine l'uomo acconsente, ma solo dopo aver dato un pugno ad House. House decide allora di curare il cadavere della donna, che, dopo alcuni esami, risulta essere positivo alla gonorrea, ma attua comunque il trapianto. Henry si risveglia dopo il trapianto e accanto a lui ci sono la figlia e la moglie.
A fine puntata, Wilson si presenta a casa di House con le valigie, dopo aver scoperto che sua moglie ha un amante.
- Guest star: Greg Grunberg (Ronald Neuberger), Howard Hesseman (Henry Errington), Keri Lynn Pratt (Amy Errington), Adam Busch (Tony), Yvette Nicole Brown (infermiera gestione trapianti).
- Diagnosi finale: brucellosi (Henry Errington), gonorrea (signora Neuberger)
- Ascolti Italia: telespettatori 4.763.000 - share 18,28%[7]

## Senza traccia
- Titolo originale: Clueless
- Diretto da: Deran Sarafian
- Scritto da: Thomas L. Moran

### Trama
Marie, dopo aver finito di fare la doccia, viene aggredita da un uomo, che la trascina sul letto: si tratta di Bob Palko, suo marito, che aveva progettato tutto questo per fare provare nuove emozioni alla moglie. I due sembrano felicemente sposati, proprio grazie a queste strane esperienze; all'improvviso l'uomo si sente male e viene portato al Princeton dopo aver rischiato di soffocare. Sul corpo compaiono macchie rosse, sintomo di una fibrosi polmonare e la squadra inizia a indagare sulla possibile causa. Dopo aver saputo che le malattie veneree sono già state escluse a seguito dei controlli fatti sui coniugi quando hanno rivelato di aver avuto un rapporto a tre avuto con l'ex compagna di college della moglie (regalo di compleanno della moglie al marito), House scommette cento dollari che in realtà marito e moglie siano infelici, in quanto cercare continuamente nuove emozioni significa che si è felici semplicemente stando insieme, Cameron accetta la scommessa, convinta che i due siano felicemente sposati. Al momento Bob è stabile, ma poco dopo inizia a sentire un intensissimo prurito; mentre Foreman propone il lupus, House pensa a un'intossicazione: la più probabile è quella provocata dai metalli, ma il paziente non è mai stato a contatto con metalli pesanti per lungo tempo. Inoltre, un test nega l'intossicazione da mercurio e arsenico e l'esame tossicologico quella da piombo. House, nonostante la scarsa convinzione dei suoi collaboratori, non cambia idea.
La convivenza House-Wilson si rivela impossibile ed esilarante: House trova tutti i modi per infastidire l'amico e ci riesce benissimo, mentre Wilson sveglia House di prima mattina pulendo e usando elettrodomestici rumorosi.
Il paziente sente un dolore acuto ai piedi e House è convinto che la causa sia l'avvelenamento, mentre Cameron è molto scettica; Bob accusa poi difficoltà respiratorie, per cui viene praticata una tracheotomia. Gli esami delle urine rivelano una significativa presenza di proteine e di sangue, aumentando la possibilità di lupus, così si inizia a trattare Bob per il lupus, ma in seguito l'uomo ha un infarto. House pensa allora che Maria lo stia avvelenando ed entra nel WC dell'ospedale, dove la donna si è da poco recata: una volta uscita dalla toilette, il diagnosta le strofina le mani con del cloruro di stagno che, reagendo con l'oro (rimasto sulle mani di Maria) usato per avvelenare il marito, si colora di viola. La donna smette di negare la propria colpevolezza, ma ribadisce di amare suo marito, al che House afferma di non aver mai detto che non lo amasse. La donna, alla fine dell'episodio, viene portata via in manette da due poliziotti per il tentato omicidio (anche se resta sconosciuto il perché delle sue azioni); Bob necessita invece di un trapianto di polmoni, dopodiché si riprenderà. Cameron paga la scommessa ad House, che però non è felice di aver avuto ragione.
- Guest star: Samantha Mathis (Maria), Eddie Mills (Bob), Peter Birkenhead (Vincent), Stephanie Erb (Charlotte).
- Diagnosi finale: avvelenamento da oro.
- Il titolo originale, Clueless, fa riferimento al fatto che non venga fornita nessuna spiegazione al perché Marie abbia tentato di uccidere Bob.
- Ascolti Italia: telespettatori 3.374.000 - share 12,04%[9]

## Al sicuro
- Titolo originale: Safe
- Diretto da: Félix Alcalá
- Scritto da: Peter Blake

### Trama
L'episodio ha inizio con Dan, fidanzato di Melinda, che va a far visita a casa della giovane. La madre di lei, la signora Bardach, si assicura che Dan si lavi le mani fino ai gomiti. Quando Dan incontra Melinda e la bacia, lei va in shock anafilattico, sebbene si trovi in una camera sterile. La signora Bardach la salva usando un EpiPen, accusa Dan e porta la figlia in ospedale. Al Princeton-Plainsboro si scopre che Melinda ha avuto un trapianto di cuore dopo che il suo torace venne sfondato in un incidente stradale. In tal modo, con un sistema immunitario debole, la ragazza è costretta a essere tenuta in un ambiente costantemente pulito. Tuttavia, sorgono sospetti riguardanti una possibile visita furtiva alla ragazza da parte di Dan, che vengono poi confermati dal ragazzo stesso, il quale ammette di essere entrato dalla finestra all'insaputa della madre e di aver fatto sesso con la propria fidanzata. House e la sua squadra scoprono che Dan aveva preso della penicillina, a cui Melinda è allergica. La giovane inizia ad avere problemi di cuore (insufficienza cardiaca congestizia), seguiti dalla paralisi in ascesa; nessuno dei trattamenti sembra funzionare. House, venuto a sapere che Dan non aveva assunto la penicillina, bensì della clindamicina, si convince che tutti i sintomi siano in realtà dovuti a una puntura di zecca o di qualche altro insetto che inietta tracce di veleno nel sangue. Durante la salita in ascensore, House blocca il montacarichi con il pulsante di emergenza e cerca la zecca nel corpo della ragazza. La trova nella sua vagina e la rimuove. Melinda torna così in salute.
La trama secondaria consiste in diversi scherzi che House infligge a Wilson, per esempio inserendo la sua mano in una bacinella di acqua tiepida mentre dorme, facendolo in tal modo urinare sul divano; per ripicca, Wilson lima il bastone di House affinché il diagnosta, spezzatosi il bastone, cada rovinosamente a terra.
- Guest star: Michelle Trachtenberg (Melinda Bardach), Mel Harris (Barbara Bardach), Jake McDorman (Dan), Lance Guest (Lewis Bardach).
- Diagnosi finale: paralisi da zecca
- Ascolti Italia: telespettatori 4.614.000 - share 16,65%[9]

## Tutto per tutto
- Titolo originale: All In
- Diretto da: Fred Gerber
- Scritto da: David Foster

### Trama
I medici del Princeton sono impegnati a giocare a poker per una serata di beneficenza.
Intanto un bambino, Ian, in visita con la propria classe a un progetto interattivo sul corpo umano, ha un'emorragia anale e viene ricoverato in ospedale. Cuddy decide di dimetterlo dopo averlo curato per la gastroenterite, ma House non è convinto e prende il caso: dodici anni prima, aveva cercato di curare una paziente anziana, Esther Doyle, che presentava gli stessi sintomi, convinto che fosse la malattia di Erdheim-Chester, ma la donna era morta e i parenti non dettero il consenso per l'autopsia; House è ossessionato dal caso e negli anni si è trovato a ipotizzare la rarissima malattia nei casi riguardanti molti altri pazienti, tutti negativi.
Ian presenta la stessa progressione di sintomi di Esther e House, nonostante lo scetticismo del suo team, fa una colonscopia al bambino per controllare se possa essere la malattia di Erdheim-Chester: il test risulta negativo. House si concentra ossessivamente sul caso lottando contro il tempo, deciso questa volta a trovare la vera causa. Il diagnosta ordina una risonanza magnetica e Cameron, Foreman e Chase vogliono avvisare la Cuddy, che House vuole tener lontano: così telefona a Wilson, ancora impegnato nella partita a poker, chiedendogli di tenerla occupata. L'esame mostra una piccola massa nel cervello di Ian e House ipotizza che il prossimo organo colpito sarà il fegato, per cui fa somministrare al bambino ogni tipo di farmaco per cercare di salvarlo. Riesce nel suo intento, ma il bambino presenta problemi respiratori, che sono stati l'ultimo sintomo prima della morte di Esther. House si appella a Wilson, che pensa alla  malattia di Kawasaki. Gli esami hanno esito negativo, ma mostrano una massa nel ventricolo destro del bambino. Per scoprire l'identità della massa, il paziente viene sottoposto a una biopsia, ma ha un arresto cardiaco, che priva di ossigeno il suo cervello per otto minuti; House riesce comunque a rianimarlo. La Cuddy viene a conoscenza dell'accaduto e solleva House dal caso, ma egli non demorde: grazie alla biopsia, c'è un campione utilizzabile al massimo per tre esami; il problema è che ci sono sette possibili malattie, e i primi due test hanno esito negativo. House esce sul terrazzo e ha una conversazione con l'amico oncologo, in seguito alla quale ipotizza che la biopsia per la malattia di Erdheim-Chester abbia avuto esito negativo perché la malattia non aveva ancora raggiunto l'intestino: decide così di ripetere il test, nonostante le proteste dei collaboratori, che si rivela positivo e dimostra che House aveva avuto ragione anche dodici anni prima.
- Guest star: Laura Allen (Sarah), Mackenzie Astin (Alan), Michelle Harrison (Nicole), Daylon Reese (Michael), Carter Page (Ian).
- Diagnosi finale: malattia di Erdheim-Chester
- Riferimenti: Il titolo si riferisce sia al metodo di House, che gioca un tutto per tutto contro la malattia quando decide di fare il test per la seconda volta, sia alla situazione di Wilson al poker, che ha ispirato la diagnosi al nefrologo.
- Ascolti Italia: telespettatori 4.241.000 - share 15,18%[10]

## Un cane è "per sempre"
- Titolo originale: Sleeping Dogs Lie
- Diretto da: Greg Yaitanes
- Scritto da: Sara Hess

### Trama
Hannah, una giovane donna, non dorme ormai da dieci giorni, anche se si imbottisce di sonniferi. Max, la sua compagna, mentre dorme a casa sua è svegliata dal rumore di Hannah che sbatte la testa contro il muro per riuscire a dormire. Il caso viene affidato ad House, che intanto stava schiacciando un pisolino in clinica.
Nel frattempo, Cameron si infuria con Foreman, accusandolo di aver preso spunto da un suo articolo per scriverne un altro, e anche con House, incolpandolo di non aver letto i due articoli, lasciando il suo per lungo tempo sul tavolino e dando modo al collega di "copiarlo".
Julia Ling porta la madre in ambulatorio dove viene visitata da House, il quale capisce subito che la donna non ha altro che un banale raffreddore e che la figlia l'ha spinta ad andare in ospedale solo per potersi far dare delle pillole anticoncezionali. House sta al gioco e prescrive dei decongestionanti per la madre e le pillole per la figlia, ma pochi giorni dopo le due si ripresentano perché la madre non è migliorata e House capisce subito che la figlia ha confuso i farmaci dandole gli anticoncezionali invece dei decongestionanti. La figlia, parlando in cinese, mente alla madre dicendo che House le ha prescritto la medicina sbagliata, ma il dottore, che capisce e parla mandarino, si vendica dicendo alla madre che la figlia probabilmente è incinta per poi lasciare le due a discutere.
Hannah, di tanto in tanto, si addormenta per qualche secondo, senza però rendersene conto e trarne alcun giovamento: House ordina di tenerla sveglia per trovare nuovi sintomi. Le viene effettuata una colonscopia per scoprire la causa di un'emorragia rettale, ma durante l'esame, fatto senza sedativi, Hannah si contorce e ha un'epistassi. In seguito, Chase esegue una biopsia, durante la quale la paziente entra nella fase REM, tenendo però gli occhi aperti: ciò esclude varie diagnosi, come la Wegener. Il team di House scopre che Max aveva preso un cane per la compagna, restituito però un mese dopo perché Hannah ne era allergica. Il fegato della ragazza collassa ed è necessario un trapianto. Max, si offre di donarle una parte del suo fegato, ma Cameron protesta perché Hannah ha intenzione di lasciare la compagna. Hannah cerca di dirle di volerla lasciare, ma Max non le dà occasione di farlo. Il trapianto è quindi eseguito a avviene con successo. Guadagnata qualche ora, House scopre che Hannah è infetta da peste nera, trasmessale dal cane che Max le aveva regalato un mese prima.
Cameron cerca di fare pace con Foreman per salvare la loro amicizia, ma lui le fa freddamente notare che sono solamente colleghi e non amici e che non ha nulla di cui scusarsi.
Intanto Max confida a Cameron di aver fatto il trapianto, anche se era a conoscenza della intenzioni future di Hannah, perché così lei non avrebbe potuto più lasciarla. Cameron esprime il suo dubbio su questa manipolazione, ma Max è convinta che Hannah cambierà idea.
- Guest star: Jayma Mays (Hannah), Dahlia Salem (Max), Julia Ling (Anne Ling), Alice Lo (Signora Ling).
- Diagnosi finale: peste bubbonica.
- Ascolti Italia: telespettatori 4.811.000 - share 18,60%[10]

## House e Dio
- Titolo originale: House vs. God
- Diretto da: John F. Showalter
- Scritto da: Doris Egan

### Trama
Boyd, un quindicenne "guaritore" che sostiene che Dio gli parli, mentre è in chiesa ha dei crampi all'addome e viene portato al Princeton. House decide di occuparsi del caso non tanto per l'interesse verso i sintomi, quanto perché il ragazzo si presenta come un messaggero di Dio, il quale gli assegna compiti e doveri. House fa di tutto per screditare il paziente che, in preda a una crisi epilettica, in cui è praticamente incosciente e gira per l'ospedale cantando inni religiosi, tocca una paziente terminale di Wilson con l'intento di guarirla. Chase allora lancia una specie di sfida a punti tra House e Dio, quando una lastra conferma che il cancro della paziente terminale è diminuito, mentre le calibrate e attente terapie di Wilson non avevano ottenuto questo effetto. Il paziente, in seguito, consiglia ad House di accettare le richieste di Wilson per giocare a poker, cosa che colpisce il diagnosta, in quanto né lui né l'amico avevano parlato della partita al ragazzo. House crede che Boyd abbia la sclerosi tuberosa, teoria ipotizzata per via di alcuni tumori benigni individuati nella testa del ragazzo: ciò spiegherebbe anche il fatto che il paziente "parli" con Dio; egli rifiuta di farli rimuovere, ma Wilson riesce a convincere il padre.
Intanto House invita l'amico a casa sua per giocare a poker, per ringraziarlo del fatto che ha convinto il suo paziente a farsi operare, e riesce quindi a scoprire che Wilson è andato a letto con la propria paziente, a cui aveva parlato della partita a poker, cosa che ella aveva poi riferito al ragazzo. Il giorno seguente House arriva alla conclusione che Boyd ha un herpes sessualmente trasmesso, e che toccando la paziente terminale l'ha trasmesso anche a lei, provocando una momentanea remissione del cancro.
- Guest star: William Rogers (Pastore), Sandra Marshall (Agnes), Tamara Braun (Grace), William Katt (Walter), Thomas Dekker (Boyd).
- Diagnosi finale: encefalite erpetica.
- Riferimenti: C'è stata una lieve censura nel titolo, tradotto con House e Dio invece che con House contro Dio.
- Ascolti Italia: telespettatori 4.057.000 – share 14,11%[11]

## Euforia - Parte I
- Titolo originale: Euphoria, Part 1
- Diretto da: Deran Sarafian
- Scritto da: Matthew V. Lewis

### Trama
Durante un inseguimento, il poliziotto Joe Luria viene colpito dai frammenti di un proiettile, che penetrano nel cervello, e viene portato al Princeton in condizioni critiche e con uno strano sintomo: l'euforia. Foreman, che ha spacciato per proprio un articolo di Cameron, viene mandato a casa del poliziotto al posto della dottoressa per controllare se per caso fosse presente una perdita di monossido di carbonio: la casa di Joe è molto sporca e presenta immondizia sparsa ovunque; inoltre, Foreman vi trova una stanza dedita alla coltura della marijuana, che non è stata rilevata al primo esame tossicologico. Il paziente viene curato per la Legionella pneumophila ma, nonostante un iniziale miglioramento, perde la vista, anche se è convinto di vederci senza problemi. Al paziente andrebbe eseguita una risonanza, ma i proiettili potrebbero spappolargli il cervello; House decide così di sparare a un paziente (già deceduto) con la stessa pistola e gli stessi proiettili utilizzati dall'aggressore di Joe, per poi provare a fare una risonanza e testare il coefficiente ferromagnetico del proiettile. La macchina viene gravemente danneggiata poiché i proiettili sono altamente ferromagnetici, come inizialmente ipotizzato da Foreman. Intanto il paziente inizia ad accusare anche problemi polmonari e, quando inizia a entrare in fibrillazione ventricolare, Foreman esterna tutto il suo disappunto nei confronti del poliziotto, un mestiere che non sopporta: invece di compiere i suoi doveri di medico, inizia a ridere senza controllo, manifestando gli stessi sintomi, per cui i due vengono messi in quarantena; non è possibile far loro una risonanza, dato che l'impianto è danneggiato. House, nervoso e in evidente difficoltà, proibisce a Chase e Cameron di tornare a casa del paziente e piuttosto fa controllare i campioni raccolti nell'appartamento per trovare qualsiasi traccia di virus, funghi o batteri che possano danneggiare il sistema nervoso.
Foreman, per incitare Cameron ad andare nell'abitazione di Joe, graffia la collega con un ago usato per i suoi esami, aumentandole la probabilità di infezione. Anche lei in pericolo (benché, come poi specificato da House, il rischio di contagio è molto basso), ignora gli ordini del capo dirigendosi nell'appartamento di Joe, dove viene raggiunta da House stesso. Un breve dialogo e un rapido controllo dei campioni raccolti da Cameron danno l'input all'intuizione del diagnosta, che la spedisce a cercare volatili all'esterno della casa: il poliziotto coltiva marijuana usando gli escrementi di piccione come fertilizzante economico. All'interno della serra, Cameron trova una scatola d'escrementi di piccione, che fa pensare a un fungo parassitario.
Joe, nel frattempo, va incontro a dolori lancinanti che non possono essere placati, perché compare un nuovo sintomo: l'iperalgesia. Così viene messo in coma farmacologico: Foreman viene informato del fungo da Chase, che vorrebbe aspettare la conferma degli esami per somministrare il farmaco a entrambi, ma i dolori iniziano a tormentare anche lui, che convince così il collega a iniziare la terapia. Quando si crede che si sia trovata finalmente la soluzione, gli esami rivelano la sconcertante notizia: gli escrementi non erano infetti dal fungo. Non appena Cameron, che non è stata contagiata, comunica l'esito a Foreman, Joe va in arresto cardiaco e ogni tentativo di rianimazione è vano. Joe muore, la diagnosi è ancora ignota e Foreman seguirà la stessa sorte in breve tempo.
- Guest star: Scott Michael Campbell (Joe Luria).
- Diagnosi finale: nessuna diagnosi
- Ascolti Italia: telespettatori 5.035.000 - share 19,70%[11]

## Euforia - Parte II
- Titolo originale: Euphoria, Part 2
- Diretto da: Deran Sarafian
- Scritto da: Russel Friend, Garrett Lerner e David Shore

### Trama
House insiste per effettuare un prelievo al cervello di Joe, ma Cuddy non lo consente, in quanto secondo i protocolli potrebbe infettare altri pazienti e scatenare un'epidemia. Il diagnosta, però, è determinato a salvare il suo dipendente, a cui è molto legato: così, ordina a Foreman di eseguire la biopsia a Joe, che è ancora nella camera isolata in cui si trova il medico, prima che venga prelevato il cadavere, ma c'è un problema. Foreman è divenuto ormai cieco, e prende un pezzo di materasso invece del cervello di Joe. La soluzione per scoprire la malattia di Foreman è effettuare una biopsia più profonda, che potrebbe però compromettere gravemente le sue capacità. House decide di prendere tempo e somministrare a Foreman molti diversi medicinali: il medico migliora, ma il suo pancreas viene danneggiato seriamente; pertanto i farmaci vengono sospesi, in quanto lo ucciderebbero prima della malattia. House si reca nell'abitazione di Joe con Steve McQueen, il suo topo domestico, di cui conosce l'anamnesi, ripercorrendo lo stesso tragitto eseguito da Foreman, sperando che il ratto si ammali per effettuare la biopsia su di esso. Foreman continua ad accusare sintomi sempre preoccupanti: si aggiungono contrazione muscolare e dolore atroce: la malattia progredisce più in fretta rispetto al decorso che ha avuto con Joe Luria. House, visto che Steve McQueen non si ammala, chiama il padre del malato, Rodney, per cercare di sfruttarlo e convincere la Cuddy, ma l'uomo comprende le ragioni della direttrice e non protesta, affidando la sopravvivenza del figlio alla preghiera. Mentre Cameron somministra la flebo, Foreman si scusa per aver cercato di contagiarla e la delega per decidere se fare la pericolosa biopsia: vuole essere messo in coma farmacologico. Cameron accetta, ma in un primo momento rifiuta le scuse. Quando Foreman sta per essere sottoposto al coma farmacologico, il padre viene informato e va a salutare il figlio. Successivamente, mentre Foreman è in coma, House ritorna nell'appartamento del poliziotto per scoprire la possibile causa della malattia, prima che Cameron esegua la biopsia al cervello. Quando House riesce a trovarla però è troppo tardi: la dottoressa ha già eseguito l'intervento, che conferma che si tratta di Naegleria fowleri, un'ameba responsabile di una forma di meningoencefalite amebica primaria, un'infezione letale nel 99 % dei casi; House tuttavia riesce a curare in extremis il collega con l'amfotericina B. Quando Foreman si risveglia dal coma sembra stare bene, ma confonde la destra con la sinistra a causa della lesione subita dalla biopsia e dalla malattia.
- Guest star: Charles S. Dutton (Rodney Foreman), Scott Michael Campbell (Joe Luria).
- Diagnosi finale: meningoencefalite amebica primaria da Naegleria fowleri
- Ascolti Italia: telespettatori 4.998.000 - share 17,21%[12]

## La forza è dentro di noi
- Titolo originale: Forever
- Diretto da: Daniel Sackheim
- Scritto da: Liz Friedman

### Trama
Kara, una giovane mamma, saluta il marito Brent Mason, che va a lavorare nonostante un senso di nausea. Kara si sente male mentre fa il bagno a suo figlio, che rischia di annegare, ma viene salvato da Brent, tornato nell'appartamento dopo aver vomitato mentre scendeva le scale. Madre e bambino vengono portati al Princeton.
Foreman ha piccoli problemi di memoria e House si infuria perché non reagisce ai dispetti e alle battute, e non contesta le sue diagnosi. Chase è stato trasferito, per sua volontà, in terapia intensiva neonatale, perché vuole allontanarsi un po' dal reparto di House.
Kara ha un'emorragia cerebrale; dopo qualche analisi e indagine, House sospetta che in realtà la madre abbia problemi psicologici per via dello stress. In seguito, House vede che la madre, che era stata lasciata sola con il bambino ormai guarito, tenta di soffocarlo. Il medico la ferma, ma i danni sono molto gravi: i reni sono stati danneggiati e nonostante gli sforzi di Chase, il bambino muore per un eccesso di potassio, cosa che colpisce molto il giovane dottore.
Nel frattempo, Cuddy invita Wilson a cena e House si ingegna a capire il perché: inizialmente, dopo aver trovato del Red Clover, un medicinale usato anche per il cancro, pensa che voglia un consulto, ma Wilson sostiene che si tratti solo di un'avance.
House scopre che Kara ha la celiachia, che le ha provocato psicosi e un tumore, e l'aveva anche il suo bambino, che infatti è morto perché il glutine era tra gli eccipienti di un farmaco somministratogli; inoltre, non riusciva ad assimilare i farmaci somministratigli da Chase per l'iperpotassemia. Per la disperazione, la paziente si lascerà morire, rifiutando di curare il cancro.
House scopre infine anche il mistero Cuddy: la direttrice dell'ospedale vuole avere un bambino e ha invitato Wilson a cena per tentare un'eventuale inseminazione artificiale.
- Citazioni: quando Cameron chiede a Foreman come sta dopo la biopsia cerebrale, egli risponde che potrebbe andare peggio, al che House ribatte: «Potrebbe piovere», riferimento alla scena di Frankenstein Junior di Mel Brooks, in cui il dottor Frankenstein si lamenta del suo lavoro e Igor risponde che potrebbe andare peggio, perché potrebbe piovere.
- Guest star: Kip Pardue (Brent Mason), Hillary Tuck (Kara Mason)
- Diagnosi finale: celiachia e linfoma della zona marginale extranodale.
- Ascolti Italia: telespettatori 5.465.000 - share 20,85%[12]

## Chi è tuo padre?
- Titolo originale: Who's Your Daddy?
- Diretto da: Martha Mitchell
- Scritto da: John Mankiewicz, Lawrence Kaplow e Charles M. Duncan

### Trama
Leona, mentre è in aereo con suo padre, ha delle allucinazioni e uno shock cardiogeno: rivive le scene dell'uragano Katrina, a cui è sopravvissuta. Il padre, che la ragazza ha appena conosciuto, la porta al Princeton Plainsboro Teaching Hospital, essendo amico di House. Il diagnosta, intanto, ha dei fortissimi dolori alla gamba, e accetta il caso nonostante sia il suo giorno libero. House cerca di convincere l'amico a fare il test di paternità, poiché pensa che la ragazza lo stia sfruttando, ma l'altro si rifiuta, in quanto se House avesse ragione sarebbe addolorato per il tradimento della sua fiducia, e se House avesse torto non si perdonerebbe di aver dubitato di Leona. House provoca delle allucinazioni alla ragazza per fare un esame e trovare nuovi sintomi. Durante una PET, House e Wilson vedono che Leona sta defecando dalla bocca, cosa che denota un'emorragia interna: il diagnosta ordina una biopsia al fegato, che è però molto rischiosa. Cuddy, intanto, chiede consigli ad House sul donatore di sperma da scegliere: il diagnosta trova ridicolo che ella sia pronta a scegliere il possibile padre di suo figlio sulla base delle poche informazioni offertele da un questionario, e per farglielo capire, quando ella si mostra interessata ad un donatore che il questionario indica come un medico amante della musica classica, lo fa venire in ospedale con la scusa di fare un colloquio; come House aveva previsto Cuddy, dopo aver scambiato poche parole con il donatore (ignaro di cosa stia in realtà succedendo), rinuncia all'idea, essendo quest'ultimo uomo estremamente insulso e ridicolo. Si scopre che la paziente ha l'emocromatosi, cioè troppo ferro nell'organismo, e House comincia a sospettare che il padre della ragazza non lo sia veramente, teoria poi confermata dal test di paternità. Tuttavia, l'emacromatosi non è la causa delle allucinazioni, e da varie analisi (nonché dall'intuito di House) si scopre che si tratta di un fungo. House mente all'amico, dicendo che Leona è sua figlia.
- Guest star: D.B. Sweeney (Dylan Crandall), Aasha Davis (Leona), America Olivo (Ingrid), Christopher Carley (Patrick Linehan), Krista Lewis (assistente di volo).
- Diagnosi finale: emocromatosi, zigomicosi.
- Ascolti Italia: telespettatori 5.366.000 - share 18,59%[13]

## Mr. Jekyll e Dr. House
- Titolo originale: No Reason
- Diretto da: David Shore

Jack Moriarty prima di sparare ad House.

- Scritto da: David Shore, Lawrence Kaplow

### Trama
Nel suo studio, House sta esaminando il curioso caso di Vincent, paziente che presenta la lingua molto ingrossata e che il dottore soprannomina "Harpo Marx", quando un uomo irrompe e gli spara due volte, alla pancia e al collo. Il diagnosta si risveglia due giorni dopo in un letto d'ospedale con dei punti sulla schiena e un cerotto sul collo, e accanto al suo letto è ricoverato anche il suo aggressore, un certo Jack Moriarty (stesso cognome del professor Moriarty, nemico di Sherlock Holmes), ferito dalla security dell'ospedale, che accusa House di aver contribuito al suicidio di sua moglie. Questa era, infatti, una paziente di House che, per curarla, aveva chiesto al marito se avesse avuto qualche relazione, al che egli, preoccupato per la vita della moglie, aveva confessato; in seguito si era scoperto che la consorte aveva una predisposizione genetica agli aneurismi cerebrali, ma House le riferì comunque del tradimento del marito: poco tempo dopo, la donna si chiuse nel garage suicidandosi respirando i gas di scarico dell'automobile.
House torna a interessarsi di Vincent, al quale va eseguita una biopsia alla lingua. Assistendo a tale biopsia dal corridoio, conosce la moglie del paziente, che ritiene troppo avvenente per il marito, esponendo la teoria che i 7 maritano i 7, i 9 maritano i 9 e i 4 maritano i 4. A un tratto, il medico comincia a sanguinare: gli si sono strappati i punti e per via della forte emorragia sviene. Intanto a Vincent schizza fuori dall'orbita un occhio e, in seguito, gli esplode un testicolo. House sembra stare bene, ma accadono cose molto strane: scopre che Cuddy e Wilson, durante l'intervento, gli hanno somministrato a sua insaputa della ketamina, che lo porta ad alzarsi dal letto senza più dolore alla gamba, ma che contemporaneamente lo lascia intontito al punto di non riuscire più a formulare diagnosi corrette. Inoltre, è vittima di continue allucinazioni che lo portano a combattere una dura battaglia contro la sua stessa mente. Per esempio, scopre che la moglie di Vincent è morta, per cui il dialogo avuto durante la biopsia è avvenuto solo nel suo cervello. Si rende anche conto che tutti i dialoghi avuti con Jack Moriarty, il suo aggressore, sono allucinazioni, in quanto Jack è sempre stato in coma. House capisce che in realtà il Jack con cui parla altro non è che una proiezione mentale del suo stesso subconscio. Tali incongruenze lo portano a pensare subito di essere prossimo alla pazzia. All'intensificarsi degli episodi sino al punto da non riuscire più a distinguere l'allucinazione dalla realtà, però, House osserva che le incongruenze non sono solo nella sua testa, ma in tutto il mondo attorno a lui (in particolare, la sua squadra sembra essere in un modo o nell'altro sempre d'accordo con le sue proposte di diagnosi, cosa che non succede mai), e deduce quindi di trovarsi all'interno di un sogno lucido, auto-diagnosticandosi uno stato di svenimento provocato dagli spari e dal sangue perso. Conclude che, per uscire da tale stato, debba spingersi al di là della ragione e lasciarsi andare alla pazzia, come una versione estrema del test di realtà. Entra quindi nella sala operatoria dove Vincent si sta sottoponendo a un delicato intervento di chirurgia robotica, prende il controllo del robot e squarta il paziente. Dopo un breve attimo di suspense, dal cadavere dell'uomo cade un proiettile che, raccolto, pone fine al sogno e riporta House alla vita reale, svegliandolo. Si giunge così all'ultima scena dell'episodio: si vede il medico riprendere conoscenza pochi minuti dopo che gli hanno sparato, mentre viene trasportato di corsa in sala operatoria, ed è lui stesso a chiedere che gli venga somministrata la ketamina. Si comprende, quindi, che tutto ciò che è avvenuto nell'episodio, successivamente alla scena degli spari, è stato solo un sogno.
- Guest star: Elias Koteas (Jack Moriarty), Chris Tallman (Vincent), Michelle Clunie (Judy), Obie Sims (paziente di Cuddy).
- Diagnosi finale: sincope da shock ipovolemico (House), nessuna diagnosi (Vincent)
- Ascolti Italia: telespettatori 5.685.000 - share 21,43%[13]
- Curiosità: escludendo la prima parte di Euforia, è il primo e unico episodio della serie in cui non viene formulata una diagnosi per il paziente.